# Прапор Фолклендських Островів
Прапор Фолклендських Островів — прапор британської заморської території. Прапор є прапором Blue Ensign з гербом Фолклендських Островів. Був затверджений 28 вересня 1948 року. У 1999 році дизайн прапора був дещо змінений: з прапора видалили біле коло та дещо збільшили розмір самого герба. Прапор для цивільних кораблів червоного кольору з гербом Фолклендських островів був затверджений у 1998 році.

## Використання
Прапор використовувався як офіційний прапор Фолклендських островів весь час, починаючи з затвердження у 1948 році. На короткий термін з 2 квітня по 14 червня 1982 року він не використовувався після захоплення острова Аргентиною, під час Фолклендської війни.
Починаючи з 2010 року, на знак підтримки права на острови з боку Аргентини, Союз південноамериканських націй ухвалив рішення, про заборону входження до портів членів організації, суден з прапором Фолклендських островів.

## Галерея

Прапор використовувався протягом 1948–1999
Цивільний прапор до 1999 року
Цівільний прапор з 1999 року
Прапор губернатора острова до 1999 року
Прапор губернатора острова починаючи з 1999 року
Прапор  Британських військ островів Південної Атлантики